# Agnieszka Wagner
Agnieszka Wagner (Varsavia, 17 dicembre 1970) è un'attrice polacca apparsa in più di cinquanta pellicole.

## Filmografia (parziale)
- L'anello con l'aquila coronata- regia di Andrzej Wajda (1992)
- La sciamana - regia di Andrzej Żuławski (1996)
- Nic śmiesznego - regia di Marek Koterski (1996)
- La tregua - regia di Francesco Rosi (1997)
- Shanghai 1937 - regia di Peter Patzak (1997)
- Všichni moji blízcí - regia di Matej Mináč (1999)
- Quo Vadis? - regia di Jerzy Kawalerowicz (2001)
- Xero  - regia di Maciej Odoliński (2003)
- Out of Reach- regia di Po-Chih Leong (2004)
- Jestem mordercą - regia di Maciej Pieprzyca  (2016)
- Listy do M. 3 - regia di Tomasz Konecki (2017)

## Doppiatrici italiane
Nelle versioni in italiano delle opere in cui ha recitato, Agnieszka Wagner  è stata doppiata da
- Roberta Greganti in La Sciamana